# Fabienne Logtenberg
Fabienne Logtenberg (Boskamp, 27 december 1991) is een voormalige Nederlandse handbalster die vanaf 2008 uitkwam in de Nederlandse eredivisie voor SV Dalfsen.

## Onderscheidingen
- Speelster van het jaar van de Eredivisie: 2012/13